# لوك دوفور
لوك دوفور (بالإنجليزية: Luc Dufour)‏ (و. 1963 – م) هو لاعب هوكي الجليد، من كندا، ولد في ساغينيه.

## روابط خارجية
- لوك دوفور على موقع دوري الهوكي الوطني (الإنجليزية)
- لوك دوفور على موقع قاعة مشاهير الهوكي (لاعب أن.إتش.أل) (الإنجليزية)
- لوك دوفور على موقع EliteProspects.com (الإنجليزية)
- لوك دوفور على موقع HockeyDB.com (الإنجليزية)
- لوك دوفور على موقع Hockey-Reference.com (الإنجليزية)